# American Idiot
American Idiot es el séptimo álbum de estudio de la banda estadounidense de rock Green Day. Fue producido por Rob Cavallo y lanzado al mercado el 21 de septiembre de 2004 por el sello Reprise Records. A mediados de 2003, la banda comenzó la grabación y producción de lo que iba a ser su séptimo álbum titulado Cigarettes and Valentines. Sin embargo las pistas fueron robadas y la banda decidió volver a empezar de cero, en vez de volver a grabar Cigarettes and Valentines. Más tarde decidieron crear una ópera rock, inspirada principalmente en las obras de The Who y numerosos musicales. La historia del álbum cuenta la vida de «Jesus of Suburbia», una especie de antihéroe creado por Billie Joe Armstrong. Gran parte de las canciones del álbum tratan sobre la oposición a la administración Bush, y también de la sociedad estadounidense contemporánea. Tras la grabación temprana en Oakland, California Studio 880, la banda terminó el álbum en Los Ángeles.
El álbum de gran éxito en todo el mundo, también logró entrar en las listas de veintiséis países, siendo diez de ellos número uno, incluyendo las del Reino Unido y Estados Unidos. Desde su lanzamiento, American Idiot ha vendido más de 20 000 000 de copias en todo el mundo, en enero de 2012 ya había vendido más de 6 000 000 copias sólo en los Estados Unidos. incluyendo 267 000 en su semana de apertura. El álbum ganó numerosos premios incluyendo un Grammy al mejor álbum de rock, y recibió elogios de la mayor parte de la crítica.

## Antecedentes
En los años 90, Green Day lanzó cinco álbumes de estudio y catapultó el punk al mainstream. La banda se convirtió rápidamente en una de las más populares de la década y su éxito abrió paso a una nueva ola de grupos pop punk como Blink-182, Good Charlotte, Sum 41, Yellowcard y Simple Plan. En el año 2000, Green Day presentó su sexto álbum de estudio, Warning. Fue su primer trabajo desde Dookie sin la colaboración del productor Rob Cavallo y también el primero que produjeron por cuenta propia. Con Warning, Green Day buscó reinventarse y se alejó del sonido pop punk de las bandas que dominaba la escena en ese momento, incorporando una instrumentación más diversa, que incluyó armónicas y mandolinas. Además, modificaron el enfoque lírico y se distanciaron de las letras centradas en la angustia y la paranoia que habían caracterizado sus trabajos anteriores. El resultado fue un álbum atípico y Billie Joe Armstrong era consciente de que «iba a desafiar al público». Warning tuvo una baja recepción comercial y, aunque vendió medio millón de copias en sus primeros meses, no cumplió las expectativas de la discográfica. El álbum marcó un punto bajo en la trayectoria del grupo y al año siguiente Reprise Records publicó International Superhits!, un álbum de grandes éxitos que la banda creyó que era muy pronto para tener uno. Para Armstrong, ver una década de canciones reunidas en un mismo álbum fue «una invitación a la crisis de la mediana edad». Sin embargo, el lanzamiento los ayudó a reconocer que una etapa de su carrera había llegado a su fin.
Tom Whalley, entonces presidente de Warner Bros. Records, comentó que «se podía sentir que con la radio, MTV y el público, Green Day estaban en una especie de curva descendente». Aun así, el equipo del director ejecutivo confiaba en que era posible conectar al grupo con una nueva generación de oyentes. Con ese objetivo, Whalley organizó una gira conjunta con Blink-182, llamada Pop Disaster Tour, que reforzó la imagen de Green Day como pioneros de la escena pop punk contemporánea. Durante el ciclo promocional de Warning, cuando no estaban de gira, los integrantes solían reunirse en el Studio 880 para trabajar en nuevas canciones. Tras el final del Pop Disaster Tour, la banda se tomó un descanso de dos meses y luego comenzó a ensayar en el sótano de Armstrong. En este periodo, el bajista Mike Dirnt se sometió a una cirugía del túnel carpiano, pero siguió asistiendo diariamente a las sesiones para participar en el proceso creativo. Armstrong, como principal compositor, lideraba las reuniones y tomaba la iniciativa en las decisiones, lo que generó tensiones con Dirnt y el baterista Tré Cool, quienes comenzaron a sentirse excluidos. Las diferencias entre los miembros se intensificaron y Dirnt admitió que las discusiones eran constantes y que no se soportaban entre ellos. Armstrong, por su parte, se sentía frustrado y dudaba en compartir nuevas canciones, temiendo que las rechazaran de inmediato. Según Cool, Armstrong solía escribir algo, estancarse y desecharlo, convencido de que «el Mike y Tré imaginarios en su cabeza le dirían: "Esa canción apesta"».
Para principios de 2003, la banda contaba con aproximadamente 20 canciones para un nuevo álbum titilado Cigarettes and Valentines, que Armstrong describió como «una mezcla entre Nimrod (1997) y Warning». Sin embargo, pronto se dieron cuenta de que no estaban satisfechos con el resultado y sintieron que comenzaban a repetirse. En ese periodo, la tensión entre los miembros aumentó al punto en el Armstrong confrontó a Dirnt durante una llamada telefónica y le preguntó si debían seguir como banda. A sus 32 años, sentía que, después de tantos años de carrera, todavía no se trataban como adultos.  Por eso propuso resolver los conflictos internos mediante conversaciones semanales. Durante esas reuniones, se enfocaron en redescubrir por qué amaban formar parte del grupo y por qué querían seguir adelante. También trabajaron aspectos personales para superar hábitos dañinos. Según Dirnt, querían restablecer sus «roles como amigos, como banda, como individuos» y dejar de tener miedo a expresar lo que pensaban.

## Trasfondo
| «Vi caer las torres y sentí que el mundo se iba a acabar [...] No veo lo que ocurrió en Nueva York como un acto de guerra, es un acto de terrorismo. Cada país tiene que lidiar con el terrorismo de alguna forma, y esta es la primera vez que América lo enfrenta y no sabe qué hacer, así que todos se aferran a estos eslóganes de guerra. Todas las banderas en los coches y las casas de la gente, simplemente me parece un poco repugnante. América tiene estos sentimientos de que sus días están contados. Es como un país que acaba de recibir un diagnóstico de cáncer, un cáncer en remisión»—Armstrong poco después de los atentados del 11 de septiembre. |

El 11 de septiembre de 2001, Estados Unidos sufrió cuatro ataques suicidas perpetrados por el grupo terrorista Al Qaeda. Al enterarse de la noticia, el trío se dirigió al Studio 880 con sus familias para pasar tiempo juntos. En respuesta a los atentados, el entonces presidente George W. Bush inició la llamada guerra contra el terrorismo, lo que llevó al país a un conflicto con los talibanes en Afganistán en un intento por capturar a Osama Bin Laden. Poco después, los Estados Unidos se involucró en una guerra contra Irak, lo que desencadenó un caos político en Oriente Medio. A diferencia de la guerra de Vietnam, que en las décadas de los años 60 y 70 inspiró a artistas como John Lennon, Bob Dylan y Simon & Garfunkel a escribir canciones de protesta, las guerras de Afganistán e Irak no provocaron una respuesta visible en la comunidad del rock mainstream. Esta vez, la oposición artística al gobierno de Bush fue en gran parte silenciosa. Para Armstrong, la política en Estados Unidos era «como los malos modales en la mesa», no se discutía ni se expresaban opiniones al respecto porque era considerado un tema privado. Según él, hacía falta valor para alzar la voz como músico y desafiar el estado de las cosas, especialmente en un panorama musical desorientado, donde casi nadie se manifestaba en contra.
Durante esos años, Bush adoptó una postura rígida y confrontativa, afirmando que en esta lucha se estaba «con Estados Unidos o con los terroristas». Pronto, la invasión a Irak se volvió profundamente impopular, y Dirnt notó una creciente división política y cultural en el país. Además, creía que el gobierno saturaba a la población con tanta información que la gente ya no sabía qué pensar. En ese contexto, Armstrong comentó que la gente estaba tan asustada que lo único que deseaba era sacar a «[Bush] de la oficina». Al igual que Dirnt, describió la situación como una guerra cultural, en la que el país se mostraba dividido y confundido. También denunció la manipulación mediática y criticó la cobertura  de la invasión a Irak por mostrar a «periodistas incrustados junto a las tropas»:

«Tenían a todos estos periodistas tipo Geraldo [Rivera] en los tanques con los soldados, narrando los eventos minuto a minuto. Era como un comentario en un juego de fútbol. Sentí que los medios finalmente cruzaron esa línea entre el periodismo y la telerrealidad. Creo que estamos viviendo en la época definitiva del reality show. Todos estaban pegados a la televisión viendo algo tan horrendo como el 11 de septiembre o la guerra de Irak; yo también lo estaba. Pero al mismo tiempo, la cobertura se intercalaba con comerciales estratégicamente ubicados. Es realmente confuso. Te sientes un poco utilizado, como si estuvieras perdiendo tu sentido de individualidad.»

La banda adoptó una postura antibélica, en parte influenciada por las experiencias personales de sus integrantes. Armstrong creció escuchando historias que su madre le contaba sobre su tío, muerto en combate en la guerra de Vietnam. Por su parte, Cool, hijo de un veterano del mismo conflicto, convivió con un padre que prefería no recordar ni hablar del tema. Motivados por esas vivencias, los miembros del grupo se involucraron en el activismo para expresar su oposición a la guerra. Con el objetivo de generar conciencia sobre la importancia del voto, Green Day contribuyó con la canción «Favorite Son» a la compilación Rock Against Bush Vol. 2. También promovieron PunkVoter, una campaña masiva dirigida a movilizar a los jóvenes, específicamente a los seguidores del punk, para que participaran en las elecciones de 2004. Dirnt subrayó la importancia de votar, y Cool comentó que esperaban que el mundo se volviera un poco más sensato en los próximos meses. Green Day publicó una petición en Internet en contra de la guerra en Irak, en la que instaron al presidente a reconsiderar la invasión militar. Al adoptar estas posturas, Armstrong reconoció que «no estaba seguro de cómo se recibiría [porque] realmente no había nadie diciendo nada sobre lo que estaba pasando».

## Preproducción
| «Puede ser realmente doloroso para tus compañeros de banda decirte que no les gusta algo en una canción, especialmente cuando estás vulnerable y pones esta canción sobre la mesa y dices: "Oye, esto es lo que tengo" y ellos dicen, "Sabes, no siento eso, realmente no lo siento". [Pero llegamos] al punto en el que eliminas todas las reglas y dices: "Dímelo en su forma más fría, más dura, más fea". [Algo] que realmente creo que aprendimos a través de esto es que no siempre se trata de tenerlo bien ahí mismo. A veces se trata de pasar por el proceso feo y arduo».—Dirnt sobre aprender a aceptar las críticas y otras opiniones en el proceso creativo. |

Después de resolver sus diferencias y fortalecer su amistad, la banda decidió adoptar un enfoque distinto en el estudio: dejaron de lado su ego y se abrieron a nuevas ideas. En lugar de seguir su método habitual, que consistía en reunirse para desarrollar lo que Armstrong había compuesto previamente, esta vez todos participaron activamente en el proceso creativo. Este cambio liberó el potencial artístico de cada miembro y los llevó a experimentar con una amplia variedad de estilos, incluyendo canciones de polca, villancicos e incluso pistas de salsa. Los primeros meses en el Studio 880 estuvieron marcados por una intensa energía creativa. La banda pasaba todo el día componiendo y se quedaba despierta hasta altas horas de la noche, bebiendo y discutiendo sobre música. El dueño del estudio, John Lucasey, decidió desmantelar la habitación de juegos para crear una sala de improvisación, donde el trío exploraba sesiones de jazz y blues, e invitaban a bandas de mariachis a tocar junto a ellos. El grupo comenzó a divertirse y volvió a realizar pequeños actos vandálicos, como pintar las paredes del estudio con pintura fosforescente. En el estacionamiento, organizaban carreras de karts con Lucasey, y dentro del edificio montaron una estación de radio pirata que transmitía hacia el Este de la Bahía. Desde allí, a veces hacían llamadas telefónicas solo para molestar.
A principios de 2003, Cool comenzó su proceso de divorcio, mientras que Armstrong fue arrestado por conducir a alta velocidad bajo los efectos del alcohol. Sabiendo que llegarían tarde al estudio, ya que Armstrong debía cumplir con servicio comunitario y Cool tenía reuniones legales, desafiaron a Dirnt a escribir una canción de 30 segundos. El bajista aceptó el reto y compuso una pequeña pieza de vodevil en la que tocó todos los instrumentos. Armstrong, impresionado con el resultado, decidió seguir el ejemplo, y Cool también aportó su propia sección. Lo que comenzó como un juego se convirtió en un ejercicio creativo, donde cada uno intentó hacer su parte lo más impresionante posible. El grupo experimentó con secciones hasta formar una canción de cinco partes de más de 10 minutos que se convirtió en «Homecoming». Durante ese mismo período, Armstrong también escribió «American Idiot». La inspiración surgió mientras conducía por debajo de la autopista interestatal 880 de Oakland, San Francisco, y escuchó en la radio una canción de la banda Lynyrd Skynyrd que exaltaba las virtudes de ser un redneck. En respuesta, compuso una canción que defendía la idea contraria. La banda notó que estas nuevas canciones eran diferentes y envió grabaciones tempranas al productor Rob Cavallo, a su oficina de Los Ángeles, California. Cavallo quedó tan fascinado con el material que comenzó a reproducirlo a todo volumen. La música se escuchaba tanto que la gente del edificio empezó a salir de sus oficinas y tocarle la puerta para preguntarle qué estaba pasando. Ante esa reacción, el grupo le pidió que se uniera a ellos en el Studio 880 para acompañar el proceso creativo. Así, durante los siguientes cuatro meses y medio, Cavallo viajó de lunes a jueves por la noche desde Burbank, Los Ángeles, hasta Oakland, San Francisco.
A fines de 2002, Armstrong decidió irse a Nueva York porque necesitaba salir de su «espacio mental» y despejarse por un tiempo. Después de haber pasado tanto tiempo en el Área de la Bahía, sentía la necesidad de conectar con la energía vibrante de la ciudad.  Se instaló en un loft en el Lower East Side de Manhattan y pasó tiempo con los compositores Ryan Adams y Jesse Malin. Durante su estadía, escribió en un diario una historia sobre personas que huían de sus vidas mientras enfrentaban sus demonios internos. En el pasado, Armstrong había hablado con Cavallo sobre tener un arco creativo similar al de The Beatles. De hecho, lo mencionó cuando firmaron con Reprise Records en 1993. Por esto, Cavallo les recordó aquellas ambiciones y propuso hacer una «ópera punk». Cuando adoptaron la idea de crear un álbum conceptual, los integrantes decidieron romper todas las reglas que se habían impuesto como banda. Armstrong quería componer un disco monumental, un hito en su carrera, similar a los grandes álbumes de sus «héroes» musicales, como Tommy (1969) de The Who, The Rise and Fall of Ziggy Stardust and the Spiders from Mars (1972) de David Bowie o Sgt. Pepper's Lonely Hearts Club Band (1967) de The Beatles. Con estas aspiraciones, también buscaron inspiración en musicales y obras de teatro como West Side Story, The Rocky Horror Picture Show, Grease y Jesus Christ Superstar. El objetivo de la banda era «tomar esos elementos clásicos del rock and roll, romper las reglas, poner más ambición y hacerlo actual». Aunque algunas personas cercanas expresaron preocupación al conocer el plan, Armstrong confiaba en la idea y aclaró que no buscaban convertirse en bandas como Jethro Tull o Phish, sino crear una ópera rock con la misma energía que Dookie.
El proceso de composición fue mucho más meticuloso que en sus trabajos anteriores. Uno de los mayores desafíos consistió en equilibrar la expresión de sus ideas con el disfrute del proceso creativo, lo que los llevó a mejorar la planificación y la comunicación dentro del grupo. El concepto no surgió de manera planificada, sino como una especie de serendipia que fue tomando forma con el tiempo. No fue hasta que compusieron «Jesus of Suburbia» que comenzaron a ver el proyecto como algo mucho más grande, similar una novela o una película. El desarrollo de esa canción en particular fue arduo:  experimentaban con casi cualquier idea para ver si funcionaba.  En el estudio usaban un gráfico para seguir el progreso de la historia y discutían constantemente cada paso del desarrollo. A veces, el trío y el productor pasaban horas hablando sobre la dirección de las canciones, agotados al punto de apoyar la cabeza sobre las mesas y la consola del estudio. Para Cavallo, el objetivo no era hacer canciones sobre temas banales como el humor escatológico o las rupturas amorosas, sino construir «un cuerpo de trabajo real». Según Lucasey, el ambiente en el estudio estaba cargado de energía. Todos creían profundamente en lo que estaban creando y notó una satisfacción visible en ellos: «Cuando ves a una banda en perfecta sintonía, parece que todo fluye sin esfuerzo. No es que estén bailando de felicidad, simplemente hacen lo que deben hacer: "comen cuando es necesario, duermen cuando lo necesitan, salen a golpear unas bolas de golf". Lo viven como una parte natural de sus vidas, y eso fue exactamente lo que hicieron». El grupo ensayó y grabó demos a diario durante varios meses. Dirnt consideró esa etapa como el momento más creativo de sus vidas, ya que lograron crear un entorno sin límites ni restricciones. A lo largo de ese proceso, reconectaron no solo como personas, sino también como músicos. Cuando dejaron el Studio 880, la banda se sentía más unida que nunca y se tatuaron las letras E.B.P.M. (East Bay Punk Mafia).

## Grabación
Para grabar el disco Green Day se trasladó a Los Ángeles; se alojaron en un hotel de Hollywood durante cinco meses y cada fin de semana volvían a sus casas en la Bahía de San Francisco. La grabación de American Idiot comenzó en el Ocean Way Recording, y para su segunda mitad, se trasladaron al Capitol Studios. Tras un año de preproducción, la banda conocía bien las canciones y habían producido tantos demos, que al llegar a Los Ángeles, el álbum estaba prácticamente todo escrito, secuenciado y casi listo. Por esto mismo, Dirnt explicó que no iba a entrar a probar sonidos al estudio porque sabía exactamente que quería para cada canción. En el primer día de grabación, mientras almorzaban junto a Cavallo en el pasillo del estudio B de Ocean Way, se produjo un apagón que causó un incendió en una caja de fusibles. Esto envió chispas en todas direcciones que prendieron las paredes de madera del edificio. Ante esto, comenzaron a pedir ayuda y el personal del estudio entró corriendo a la habitación con extintores. En palabras de Cavallo, «ese lugar se habría incendiado en cinco minutos» si no se hubiesen dado cuenta.
| «[Conllevó] más trabajo que cualquier cosa que haya hecho [...] Con nuestros otros discos, incluso con Dookie, siempre ha habido un poco de ambivalencia de nuestra parte: "Estamos seguros de que es bueno, ¿Pero estamos seguros de que estamos seguros?" Con este álbum, cuando terminamos, finalmente pudimos decir: "Hemos terminado"».—Billie Joe Armstrong. |

La atmósfera relajada que caracterizó su tiempo en el Studio 880 cambió en Los Ángeles. Armstrong confesó que tuvo que «revolver en la mierda» para escribir sobre ciertos temas y, al llegar a Hollywood, todos en la banda «se conectaron con su St. Jimmy interior». El vocalista tuvo que reprogramar varias sesiones de grabación para sus pistas vocales debido a sus resacas, mientras que Cool reconoció que las constantes fiestas le dificultaron mantenerse sobrio. Armstrong comentó que en esta ocasión dejaron atrás su pasado y lo que se esperaba de ellos como banda: «Por primera vez, aceptamos plenamente el hecho de que éramos estrellas de rock. No es para sonar arrogantes, pero era como, "oye, solo estás en esta tierra una vez, así que más vale disfrutarla"».
El álbum se grabó de una manera no convencional: en lugar de seguir el típico orden de batería, bajo y guitarra, las canciones se grabaron una por una, tal como aparecen en el disco. Empezaban con la batería, luego grababan las guitarras, después el bajo y finalmente las voces, antes de pasar a la siguiente canción. Particularmente la batería, Cavallo la capturó utilizando una máquina de cinta analógica Ampex vintage multipista y las pistas se grabaron en cinta de dos pulgadas para lograr un sonido más grueso. Además, este instrumento no contó con samples en la versión final del disco. Según el ingeniero de sonido Doug McKean, el uso de ProTools fue esencial para el proceso de grabación. Esto le permitió a Cavallo y a la banda organizar y almacenar tomas y sobregrabaciones de manera flexible, y les dejó tener libertad de experimentar y armar el álbum de una manera que habría sido difícil con métodos tradicionales. Dadas las exigencias de crear un álbum cohesivo en lo temático, musical y sonoro, la herramienta posibilitó hacer «cambios dramáticos» en cualquier parte del disco en cualquier momento. Con un costo de 650 000 dólares, el proyecto se completó en junio de 2004 y tomó más tiempo en preproducción y grabación que cualquier otro trabajo previo de la banda.

### Instrumentación y producción
Para la grabación de American Idiot Dirnt utilizó tanto el Precision Bass antiguo que poseía hace tiempo como su Signature Bass de Fender. En este álbum, buscaba un sonido distinto, por ello, decidió dejar de usar los amplificadores Mesa/Boogie, que venía empleando hace años. Aunque los consideraba geniales, también los encontraba complicados de manejar sin un técnico especializado. Por eso, se inclinó por un Fender 1200 Pro, que le gustó porque no necesitabas ser un «piloto de combate para usarlo». Junto a él, utilizó un Ampeg SVT para complementar su sonido. Por su parte, Cool llevó al estudio cinco cajas principales: una Noble & Cooley que uso en Dookie, una Ludwig, una Slingerland, una Vista-Lite y una pequeña caja de juguete Slingerland hecha de cobre. Para la grabación del disco, Cool decidió dejar atrás los kits Slingerland y optó por los Ludwig, además de usar platillos Zildjian.
Armstrong tocó más en American Idiot que en cualquier álbum anterior de Green Day. Comentó que la idea detrás del sonido del disco era «ir a fondo con la guitarra, conectar las Les Pauls a los [amplificadores] Marshall y dejar que todo suene». Para las partes rítmicas, utilizó una Les Paul Junior 56 Tobacco Burst, la misma que usó por primera vez en las sesiones de Warning. A esta le equipó pastillas P-90 Dogear, que eran tan potentes, que según el, «se podía escuchar la madera de la guitarra». La Junior 56 se conectó a un amplificador Park vintage con una modificación de control de volumen maestro de Bob Bradshaw y ajustado por Chris Barnett para obtener un tono «más robusto y ajustado». El Park fue el principal amplificador durante toda la grabación, acompañado por un Marshall Plexi 1959. Para agregar variedad sonora, también recurrieron a amplificadores menos potentes como un Hiwatt DR-504, y para tonos más suaves, utilizaron combos de Fender, como los Deluxes y Twins, además de un amplificador boutique llamado Victoria. La guitarra rítmica se grabó en doble pista para luego emplear ciertas partes y crear un sonido más amplio y envolvente.  Para los solos, usó una reedición de una Les Paul 1959 con tapa flameada, apodada «Booty». En el pasado, solía evitar los solos para no sonar cursi, pero esta vez decidió ejecutarlos siempre que lo consideraba necesario. Al igual que las partes rítmicas, la mayoría de los solos también se grabaron en doble pista. En cuanto a los efectos, Armstrong empleó varios pedales, entre ellos un Crybaby, un Leslie y un Zinky. Cavallo solía colocar el Zinky entre la guitarra y el amplificador para obtener un tono con «un ataque fuerte y una rápida descomposición», lo que daba lugar a acordes más definidos y nítidos.
Muchas de las canciones del disco incluyen una guitarra acústica superpuesta, que cobra protagonismo en canciones como «Boulevard of Broken Dreams», «Wake Me Up When September Ends» y «Give Me Novacaine». Armstrong utilizó principalmente una Alvarez Yairi, y como segunda opción, una Gibson J-200. Estas guitarras se tocan por debajo de la eléctrica, y encima y por debajo del trabajo de Cool, para así darle un «sonido percusivo». Armstrong quiso aprovechar las cualidades percusivas de la acústica, señalando que su presencia realzó la dinámica del disco. Además, la definió como «un personaje en el álbum», porque aunque a veces pasa desapercibida, cuando aparece en una canción predominantemente acústica, «has estado escuchando a ese personaje todo el tiempo... y de repente, suena con fuerza». La acústica se grabó luego de la eléctrica, y Armstrong adoptó un enfoque cuidadoso para capturar su sonido. No quería usar pastillas conectadas directamente a la mesa de mezclas, ya que eso «elimina el ataque y suaviza el sonido». En su lugar, experimentaron con la colocación de micrófonos para encontrar el mejor resultado sonoro.

## Letras y temática
Armstrong describió los atentados del 11 de septiembre como un punto de inflexión que «cambió completamente el clima» del país. No pudo evitar verse afectado por la guerra y la paranoia social y comenzó a escribir para canalizar emociones y procesar lo que estaba sucediendo. Aunque la banda ya había abordado temas políticos en Warning, este enfoque tomó protagonismo con la composición de la canción «American Idiot», inspirada por la invasión de Irak en 2003 y reflejando las tensiones acumuladas en los años previos. Líricamente, el álbum fusiona comentarios sociales y políticos con elementos personales.  Para abordar estas temáticas, Armstrong encontró inspiración en figuras como John Lennon y Joe Strummer, vocalista de The Clash. Admiraba a letristas que pudieran hacer tanto «una declaración» como escribir «canciones melosas». Al vocalista también le pareció importante como ambos cantaban este tipo de canciones y la convicción en sus voces. Al escribir desde una perspectiva política, Armstrong se cuidó de no imponer sus opiniones ni parecer un predicador, evitando decirle a la gente qué hacer. En lugar de atacar directamente a Bush, optó por mostrar la alienación y confusión que muchos estadounidenses experimentaban en ese momento. Por esta razón, el disco contiene solo dos canciones abiertamente políticas: «American Idiot», que critica la «ola de paranoia y estupidez masiva» fomentada por los medios de comunicación, y «Holiday», que denuncia el alto costo de la guerra, la hipocresía política y arremete contra aquellos que intentan silenciar el disentimiento.
American Idiot es un álbum conceptual ambientado en el declive político y social contemporáneo estadounidense e influenciado por los eventos del 11 de septiembre y las guerras impulsadas por la administración de Bush. El concepto central aborda el proceso de llegar a la mayoría de edad en un contexto de caos político y social en los Estados Unidos, reflejando el declive del sueño americano. La historia sigue a Jesus of Suburbia, un joven entre 19 y 21 años, sobre medicado y desensibilizado, atrapado en una realidad confusa donde la gente vive engañada y no sabe en qué creer. Jesus, descrito por Armstrong como un antihéroe, se siente prisionero en su pequeño pueblo y harto de su gente, sus amigos y las instituciones. El personaje, encuentra el coraje para dejar su hogar y mudarse a la ciudad en busca de algo más significativo y de personas con quienes compartir su visión. En la ciudad, aparece St. Jimmy, el segundo personaje del álbum y el alter ego de Jesus. St. Jimmy es un instigador carismático, psicótico y autodestructivo, y bajo esta identidad, Jesus se hunde en hábitos destructivos. Jesus también conoce a Whatsername, el tercer personaje, un espíritu afín y alguien con quien logra identificarse. Sin embargo, tras varias decepciones, ella decide terminar la relación con una carta de despedida, lo que marca el comienzo del fin para St. Jimmy. Reflexionando sobre su vida, Jesus decide dejar atrás a su alter ego y retoma su personalidad original, pero se ve atrapado en la cotidianidad y añorando su pasado caótico. El epílogo lo muestra aferrándose a los recuerdos de su amor perdido, recordando de manera nostálgica el dolor y la pasión, pero sin poder recordar su nombre.
A través de la figura de su personaje principal, se explora su lucha interna por decidir de qué lado de la rebelión quiere estar: si eligiendo seguir sus creencias o cayendo en un camino de autodestrucción, a menudo disfrazado de rebeldía. Así, el comentario político sirve como telón de fondo, mientras que el foco principal sigue siendo la historia personal de los personajes y sus conflictos internos. Muchas experiencias personales de Armstrong se incorporaron en el personaje del disco, quien se siente desvinculado de su ciudad natal, su escuela, su familia y amigos, deseando escapar.  Para Armstrong, el concepto es autobiográfico, pero escrito desde una perspectiva diferente. El vocalista explicó que en el proceso de escritura pactaron mantener las relaciones entre personajes lo suficientemente abiertas para que el público pudiera entrar en cualquier punto y no sentirse perdido en la narrativa, haciendo posible que cada oyente reclamara la historia como propia. Escribir el disco no fue difícil para la banda, excepto cuando llegaron al tercer cuarto, desde «Give Me Novacaine» hasta «Wake Me Up When September Ends», donde ocurre el clímax narrativo del disco. Para la banda, las letras plasman cómo ser un individuo cuando uno se siente perdido y cuando la propia identidad parece estar siendo arrebatada. El disco narra las vidas de sus protagonistas en un mundo lleno de incertidumbre y conflicto porque buscaban capturar la sensación de desorientación y describir la búsqueda de conexiones humanas en medio del caos. Armstrong reconoció que, aunque el álbum fue concebido en un entorno anti-Bush, su verdadero enfoque era contar una historia humana, centrada en los sentimientos y las vivencias personales, más que en la crítica política directa.

## Dirección artística

### Portada y diseño
Green Day comenzó a pensar en la portada del cuando estaban cerca de terminar su grabación. Chris Bilheimer, quien había trabajado previamente en la dirección artística de varios proyectos de la banda, ya había sido contactado para diseñar la portada de Cigarettes and Valentines y había enviado a Armstrong algunos bocetos que al vocalista le gustaron. Sin embargo, el proyecto fue cancelado cuando la banda decidió no lanzar el disco. Para American Idiot, Green Day quiso probar con otros artistas, pero al recibir los primeros diseños, no quedaron satisfechos. Entonces, se volvieron a contactar a Bilheimer, con quien no llevaban contacto hace un año. Aunque aceptó el trabajo, le preocupó la situación porque la banda ya había rechazado múltiples propuestas de otros diseñadores. Bilheimer viajó a Los Ángeles para escuchar el disco y empezó a desarrollar nuevos conceptos para la portada. Como también estaba trabajando con R.E.M., aprovechaba los fines de semana para reunirse con Green Day y avanzar en el diseño.
Armstrong le explicó que el álbum tenía una narrativa y que querían una portada grande y épica, similar a un póster de película. Con esta idea, Bilheimer comenzó a desarrollar diferentes conceptos. Algunos mostraban a estadounidenses obesos sentados frente al televisor, mientras que otros se centraban en el personaje de St. Jimmy, reflejando a una persona perdida en el mundo. En uno de los diseños, St. Jimmy llevaba un letrero en la espalda que decía «Idiot». Sin embargo, ninguno de estos bocetos convenció a la banda, y Bilheimer pensó que buscarían a otro artista. No obstante, Armstrong sugirió trabajar en la idea de una granada de mano con forma de corazón. Bilheimer consideró aplicarla en un estilo similar al del artista británico Banksy, pero rápidamente descartó la idea para evitar que la portada se pareciera a la del álbum Think Tank de Blur, que Banksy había diseñado unos meses antes. Armstrong siguió aportando ideas hasta que, una noche, mencionó un póster de película de Saul Bass que había visto. Bass, diseñador gráfico favorito de Bilheimer, inspiró al artista a hacer un boceto, el cual envió por correo electrónico a Armstrong, y en menos de 45 minutos, completó la portada. El resultado fascinó a Armstrong, quien quedó tan impresionado por la fuerza de la imagen que modificó la letra de la canción «She’s a Rebel» para hacer una referencia directa a la carátula.
La portada está compuesta por un fondo negro con una granada en forma de corazón de color rojo, sostenida por un puño blanco ensangrentado. Armstrong explicó que simboliza uno de los temas principales del disco: «la ira y el amor». El cantante agregó que representa la disyuntiva de elegir entre mantener el corazón en forma de granada o hacerlo explotar. Para Bilheimer, los colores rojo y negro fueron una elección natural, ya que evocan los carteles de propaganda comunista, lo cual se alineó con la crítica a la propaganda gubernamental que se aborda en el disco. Bilheimer se inspiró en uno de sus pósteres de película favoritos, El hombre del brazo de oro (1955) de Saul Bass, que utiliza como imagen central un brazo y una mano distorsionados. También creó una tipografía basada en el póster de Bass para Vértigo (1958), pero los abogados de Warner Bros. consideraron que era demasiado similar y tuvo que descartarla. En su lugar, el desgaste en las palabras «Green Day» y «American Idiot» fue inspirado parcialmente por las letras del póster de la película musical West Side Story (1961). La idea de Bilheimer era que la portada se sintiera como una entidad propia, ya que no veía el disco solo como un álbum, sino como una producción cinematográfica. Por esta razón, el nombre del álbum se presenta de una forma que evoca los créditos iniciales de una película, con la frase «Green Day Presents American Idiot».

### Libreto y edición especial
Bilheimer quería que el folleto del disco pareciera el diario de una persona. Por ello, las letras están fechadas para dar la impresión de que pertenecen al personaje principal, abarcando un año de su vida y presentándose en orden cronológico. A medida que el personaje avanza en su viaje, se nota el cambio de bolígrafos y el estilo de escritura varía; en ocasiones, escribe con más fuerza cuando está más enojado, como en la parte «I Don’t Care» de «Jesus of Suburbia». Bilheimer escribió las letras del folleto a mano, lo cual le trajo dificultades: cada vez que la banda cambiaba un título, una letra o una palabra mal escrita, debía rehacer todo. A veces, al reescribirlo, terminaba con más páginas que las 16 planificadas, lo que le obligaba a empezar de nuevo y ajustar el contenido. Esto hizo que llegara a escribirlo al menos seis veces. La idea del diario se extendió a la edición limitada del disco, empaquetada como un libro de tapa dura. Esta edición se inspiró en el libro Raised By Wolves del fotógrafo Jim Goldberg, que documenta la vida de los punk de la calle en Hollywood Boulevard, en Los Ángeles. Su formato de diario, con imágenes de objetos que simbolizan momentos del viaje en sus vidas, inspiró a Bilheimer para crear una conexión más íntima con la historia. En esta edición, se incluyeron fotos y recortes de boletos de autobús que, para Bilheimer, permiten al oyente sentirse parte del viaje. Armstrong también escribió una serie de entradas adicionales en el diario desde la perspectiva de los personajes, intercaladas con las letras de las canciones.

### Videos musicales
Luego de tener la portada, la banda empezó a buscar con más ímpetu directores para el primer sencillo del disco. Green Day había estado solicitando tratamientos de varios directores durante más de un año. Finalmente, encontraron a Samuel Bayer, quien dirigió todos los videos de American Idiot. Bayer, conocido por haber dirigido el video de «Smells Like Teen Spirit» de Nirvana, se había alejado de los videos musicales porque sintió que «ya los había superado». Según Bayer: «No era el medio con el que crecí. Y creo que MTV también me había superado. No me gustaba la música que me enviaban, ni las imágenes que veía. Sentía que era un mal matrimonio y que era hora de separarnos».
La banda se reunió con el director y le reprodujo el álbum completo. Bayer quedó impresionado y creyó que el proyecto iba a ser la mayor revolución que presenciaría el rock en los últimos tiempos o que la gente lo vería como un fracaso brillante. Green Day le explicó la trama y su visión política, y él fue una de las primeras personas fuera de su círculo en notar la seriedad con la que estaban abordando el proyecto. Bayer entendió que querían ser percibidos de manera diferente, tanto visual como musicalmente. Por eso, decidió hacer videos que no se parecieran a nada de lo que la banda había hecho hasta ese momento, asegurándose de que no fueran simplemente cómicos o superficiales. Bayer propuso una desviación creativa, visualmente más cinematográfica, con una estética provocativa e interesante y también sorprendió al grupo al presentar ideas no solo para el primer video, sino también para los siguientes del álbum. Aunque la banda no tenía claro si quería cambiar de director para cada video, notaron que Bayer estaba profundamente involucrado emocionalmente con el disco. El director expresó que había trabajado con muchas bandas, pero la relación de trabajo con Green Day, aunque inusual, fue la más perfecta que había tenido.

## Recepción comercial
Aunque cada nuevo álbum de Green Day vendía menos que el anterior, y Warning no logró cumplir con las expectativas de la discográfica, cuando Rob Cavallo le presentó el proyecto a los ejecutivos de Warner Bros. Records, les aseguró que el material vendería 1 000 000 de copias en su primera semana y alcanzaría los 10 000 000 al finalizar su ciclo promocional. Con esas expectativas, Warner Bros. distribuyó 1 500 000 copias físicas a nivel mundial para el lanzamiento. El disco fue un éxito inmediato, y para fin de año, a nivel global vendió cerca de 5 000 000 de unidades, convirtiéndose en el undécimo álbum más vendido del mundo en solo tres meses. En 2005, un año que seguía la tendencia del declive en las ventas de discos, American Idiot continuó siendo un éxito, vendiendo otros 6 400 000 ejemplares. Fue el álbum más vendido de Warner Bros. durante dos años y, al cierre de su ciclo promocional, alcanzó los 11 millones de copias, cumpliendo las predicciones de Cavallo. Para 2024, American Idiot superó los 23 000 000 de unidades vendidas a nivel global, convirtiéndolo en uno de los discos más vendidos de todos los tiempos y el más exitoso en la carrera del grupo, superando a Dookie.

### Estados Unidos
En Estados Unidos, American Idiot debutó en el primer lugar de la lista Billboard 200 el 9 de octubre de 2004, tras vender 271 455 unidades. Esto lo convirtió en el álbum con las mayores ventas iniciales en la carrera de Green Day, siendo además su primer número uno. En las siguientes tres semanas permaneció en el top diez, ocupando las posiciones 4, 7 y 8, con ventas de 124 329, 86 219 y 73 681 copias, respectivamente. El álbum se convirtió en un éxito inmediato, y a principios de noviembre, la Recording Industry Association of America (RIAA) lo certificó con un disco de platino. Ese mes, osciló entre el top diez y el top veinte, vendiendo entre 50 000 y 70 000 copias semanales. En diciembre, las cifras comenzaron a subir, vendiendo entre 80 000 y 150 000 ejemplares por semana. Gracias a estas ventas consistentes, American Idiot obtuvo el puesto 86 en la lista anual de Billboard de 2004. Para la semana del 7 de enero, el disco movió 200 000 copias en el país, quedando en segundo lugar detrás de Encore de Eminem por una diferencia de 10000 unidades. La semana siguiente, continuó en la segunda posición, con una diferencia de menos de 4000 copias. Finalmente, el álbum recuperó el primer puesto durante dos semanas, alcanzando más de dos millones de copias vendidas en Estados Unidos. De esta manera, American Idiot se convirtió en el único álbum de la banda en mantenerse más de una semana en el primer lugar. En enero y febrero, permaneció dentro de las primeras cinco posiciones, impulsado por el sencillo «Boulevard of Broken Dreams», que en ese momento lideraba seis formatos de radio simultáneamente, incluyendo el de música alternativa, rock y pop, con una audiencia de más de 100 millones de oyentes. A finales de febrero, el disco compitió por el primer puesto con Genius Loves Company de Ray Charles, que le había ganado el premio al álbum del año en la 47.ª edición de los Premios Grammy. Aunque las estimaciones proyectaban ventas de 245 000 copias para American Idiot, solo 5000 más que Genius Loves Company, finalmente se ubicó en la segunda posición. En mayo, American Idiot salió del top diez y ese año se consolidó como el cuarto álbum más vendido en Estados Unidos, con 3.4 millones de copias, también ocupando el tercer lugar en la lista anual de Billboard. También figuró en la lista anual de 2006 y en el conteo de la década de la revista, ocupando el puesto 30. Para 2008, había vendido cerca de seis millones de copias en el país, y finalmente, la Recording Industry Association of America (RIAA) lo certificó por esa cantidad de unidades en enero de 2013.

### Europa
En Europa, el álbum tuvo un debut modesto, pero al igual que en Estados Unidos, las ventas repuntaron en los primeros meses de 2005, alcanzando finalmente el primer lugar en varios países. En febrero, llegó al número uno en el European Top 100 Albums, lugar que también ocupó en la lista anual. En el Reino Unido, debutó directamente en el primer lugar durante la semana del 2 de octubre de 2004, convirtiéndose en el primer número uno de la banda en ese país con 89 365 copias vendidas. La semana siguiente, descendió al segundo puesto, superado por Mind Body & Soul de Joss Stone. Ese mismo año, se mantuvo cuatro semanas adicionales en el top diez y terminó en el puesto 18 de los discos más vendidos del año. En la primera semana de 2005, American Idiot volvió al primer lugar, y al cierre de ese año, ocupó el puesto 16 en la lista anual de álbumes más vendidos. El disco pasó un total de 18 semanas en el top diez y 127 en la lista general. Además, lideró durante 38 semanas la lista de álbumes de rock y metal. En 2022, la Industria Fonográfica Británica (BPI, por sus siglas en inglés) lo certificó con ocho discos de platino al haber alcanzado los 2 400 000 ejemplares, convirtiéndose en el disco más exitoso de la banda en el país. En Escocia, también debutó en el primer lugar el 2 de octubre, permaneciendo tres semanas no consecutivas en esa posición. En Irlanda, alcanzó el segundo puesto ese mismo mes, ubicándose detrás de Burn the Maps de la banda Frames. Sin embargo, el 5 de enero de 2005 logró llegar a la cima, donde se mantuvo por dos semanas. El álbum pasó 137 semanas en el conteo y la Irish Recorded Music Association (IRMA) le otorgó 8 discos de platino por superar las 120 000 copias vendidas en el territorio.
En Alemania, American Idiot debutó en el quinto lugar el 11 de octubre de 2004. Aunque descendió en la lista de álbumes en los meses siguientes, repuntó en diciembre y finalmente alcanzó la tercera posición el 7 de febrero de 2005, donde permaneció durante tres semanas. El álbum pasó cinco meses y medio en el top diez y un total de 76 semanas en la lista. En 2004, se ubicó en el puesto 91 entre los discos más vendidos del país, y en 2005 alcanzó la tercera posición. Posteriormente, la Bundesverband Musikindustrie (BVMI) le otorgó cuatro discos de platino por superar las 800 000 unidades vendidas. En países vecinos, también logró un gran éxito, como en Austria y Suiza. En el primero ingresó en el sexto puesto y no fue hasta enero del año siguiente que volvió al top diez, alcanzando finalmente la primera posición en febrero, donde permaneció durante dos semanas. Apareció en los rankings anuales durante tres años consecutivos, siendo el disco más vendido del país en 2005. Finalmente, en 2006 la Federación Internacional de la Industria Fonográfica (IFPI) de Austria le concedió dos discos de platino. En Suiza, tuvo un desempeño comercial similar; debutó en el quinto lugar y escaló a la primera posición en la última semana de enero, permaneciendo tres semanas, aunque no consecutivas, en ese lugar. El álbum obtuvo dos discos de platino tras superar las 60 000 copias distribuidas en el país.
En Italia, American Idiot debutó en el noveno lugar el 23 de septiembre de 2004 y alcanzó la quinta posición en febrero del año siguiente, donde se mantuvo por dos semanas. Para finales de 2005, había vendido 250 000 copias en el país, obteniendo también el puesto 13 en las listas de fin de año. La Federación de la Industria Musical Italiana (FIMI) finalmente lo certificó con dos discos de platino. En Francia, tuvo uno de sus peores debuts, ingresando en el puesto 70. Sin embargo, al igual que en otros países, experimentó un repunte en febrero, cuando alcanzó la cuarta posición. El disco permaneció 101 semanas en el conteo y la Syndicat National de l'Édition Phonographique (SNEP) lo acredito con un disco de platino por vender 300 000 ejemplares. American Idiot logró la primera posición en otros dos países: Noruega y Suecia. En el primero de estos, entró en el puesto 21 y estuvo 3 semanas en la primera posición en febrero de 2005. En Suecia, ingresó en el undécimo lugar en octubre de 2004 y escaló a la cima en enero, donde permaneció cuatro semanas no consecutivas. El disco obtuvo el octavo puesto en las listas anuales del país y la Federación Internacional de la Industria Fonográfica (IFPI) referente al país lo certificó con un disco de platino. American Idiot también ocupó el segundo puesto en Finlandia y Grecia, el cuatro en Dinamarca y los Países Bajos, el 6 en la región Valona de Bélgica y el 8 en Flandes. Fuera de las primeras diez posiciones, logró el 14 en España, 15 en Hungría y Portugal, 18 en Croacia y 24 en Polonia.

### Otros mercados
En la semana del 9 de octubre de 2004, American Idiot se convirtió en el primer número uno de Green Day en Canadá. Ocupó este puesto durante tres semanas no consecutivas, y a un mes de su lanzamiento, había superado las 100 000 unidades distribuidas. En 2005 fue el álbum más vendido del país y posteriormente Music Canada (MC) lo certificó con un disco de diamante tras superar el millón de copias distribuidas, igualando el éxito de Dookie, que también logró esa distinción. En Argentina, llegó al tercer lugar en marzo de 2005 y la Cámara Argentina de Productores de Fonogramas y Videogramas (CAPIF) le concedió dos discos de platino por ventas superiores a las 80 000 unidades. En México, alcanzó la séptima posición y la Asociación Mexicana de Productores de Fonogramas y Videogramas (AMPROFON) le otorgó la placa de platino. Por otra parte, en Uruguay obtuvo el séptimo puesto en la lista de álbumes internacionales, mientras que en Brasil, Pro-Música Brasil lo certificó con un disco de oro tras vender 50 000 ejemplares. En Australia tuvo un éxito inmediato, debutó en el primer lugar y se mantuvo allí durante dos semanas. En la lista de álbumes, pasó 26 de sus 78 semanas en el top diez e integró la lista anual de discos más vendidos durante tres años consecutivos. Finalmente, en 2006 la Australian Recording Industry Association (ARIA) lo condecoró con seis discos de platino por vender 420 000 copias. En Nueva Zelanda, debutó en el tercer puesto y no abandonó el top diez hasta mayo de 2005. Dos veces llegó a la segunda posición, donde Encore de Eminem le impidió alcanzar el primer lugar. El disco también cosechó un gran éxito en Japón, donde al año de su lanzamiento, recibió la certificación de doble platino por parte de la Recording Industry Association of Japan (RIAJ) tras vender 500 000 unidades.

## Recepción crítica
El álbum obtuvo críticas positivas por parte de los críticos de música. Basado en 26 críticas, este obtuvo una puntuación de 79 sobre 100 en Metacritic. Stephen Thomas Erlewine de Allmusic comentó que «Al igual que todos los álbumes de gran concepto, American Idiot funciona a varios niveles. Se puede tomar como una colección de grandes canciones, canciones que son tan viscerales o tan conmovedoras como Green Day en su mejor momento o las canciones que resuenan fuera de la tela más grande de la historia, pero estas canciones tienen un impacto diferente y más duradero cuando se consideran como un todo. Mientras que su vértigo, musicalidad irresponsable tiene muchas inspiraciones, realmente no hay muchos álbumes como American Idiot. En su músculo musical y una narrativa de barrido, tiene una carga política, es algo de una obra maestra y uno de los pocos —si no el único— de los álbumes de 2004 para transmitir lo que se siente al vivir en la extraña desconcertante "América" a principios de los años 2000». Tim Grierson de About.com comento que American Idiot es un álbum fuerte, enojado, confundido que se ajusta perfectamente a tiempos de turbulencia. El cantante de Green Day Billie Joe Armstrong no acaba de escribir su mejor serie de canciones desde Dookie en 1994, se las ha arreglado para convertir los acontecimientos actuales en lamentos universales sin aparentar ser estridentes o sermón. El crítico de IGN le dio una de las mejores revisiones y dijo que «American Idiot pasará a la historia como uno de los mejores álbumes punk que jamás se han hecho. Usted saldrá de su experiencia con American Idiot, cansado físicamente, agotado emocionalmente y seguramente le hará un cambió para siempre. En resumen, American Idiot es impecable, no hay una canción débil, ni un momento de aburrimiento, e incluso la más mínima señal de que los mejores días de Green Day se han terminado».

## Sencillos
Cuando Phil Costello, vicepresidente sénior de promoción de Reprise Records, habló con Armstrong al inicio del proyecto, le quedó la impresión de que habría pocas o ninguna canción que pudiera funcionar en la radio. Sin embargo, cuando lo invitaron al estudio, quedó sorprendido de la cantidad de pistas que podían funcionar como sencillos. El primero de estos, «American Idiot», se estrenó en las emisoras de radio estadounidenses el 4 de agosto de 2004 con las palabras «fuck», «faggot», y en ocasiones «redneck», censuradas. La pista alcanzó rápidamente el primer lugar en la lista Modern Rock Tracks de la revista Billboard, además de llegar al número cinco en el conteo Mainstream Rock, 14 en Hot Digital Songs y 16 en Hot Ringtones. El sencillo en CD se lanzó en Estados Unidos el 31 de agosto, y con ello alcanzó el número 61 en el Billboard Hot 100, marcando la primera vez que la banda entraba en esa lista. El sencillo en CD incluyó la pista adicional «Too Much Too Soon», mientras que en la versión del Reino Unido se agregaron otras dos canciones no incluidas en el álbum: «Shoplifter» y «Governator». El video de «American Idiot» tuvo su estreno mundial el 16 de agosto en mtvU, y dos días después se emitió en MTV2 tras un especial de «Making the Video». El rodaje se realizó durante dos días en Pechiney Cast Plate, una antigua fábrica de aluminio en Vernon, California. El director, Sam Bayer, buscó hacer una declaración, pero decidió mantener la sencillez del concepto. Para él, la fuerza de la banda era suficiente para destacar por sí sola. La producción se centró en capturar la energía y presencia del grupo en un ambiente que simulaba una actuación en vivo, dejando que el poder de su interpretación brillara sin necesidad de elementos complejos.
El segundo sencillo, «Boulevard of Broken Dreams», salió a fines de 2004 y rápidamente se convirtió en un éxito comercial a nivel mundial. Alcanzó el número dos en la lista Billboard Hot 100 y lideró durante varias semanas los conteos Modern Rock Tracks, Mainstream Rock, Pop 100, Pop 100 Airplay, Adult Top 40, Mainstream Top 40 y Hot Digital Songs. También llegó al puesto 30 en Adult Contemporary y al número cinco en Hot Ringtones. Las regalías de las ventas en iTunes fueron donadas al Fondo Internacional de Respuesta de la Cruz Roja, en apoyo a las víctimas del terremoto del océano Índico de 2004. «Holiday», lanzado el 14 de marzo de 2005, siguió la estela de éxito de los sencillos anteriores. Alcanzó el número 19 en el Billboard Hot 100 y encabezó las listas de Modern Rock Tracks y Mainstream Rock. Además, llegó al número cinco en Adult Top 40, al número 18 en Pop 100 y alcanzó el sexto lugar en Hot Digital Songs. La banda grabó los videos de estas dos canciones antes de comenzar la gira de American Idiot. El de «Boulevard of Broken Dreams» se estrenó el 13 de noviembre en AOL, y dos días después en MTV2 como parte del programa «Making the Video». Ambos clips se filmaron de la misma manera en un hangar de aviones en Los Ángeles, con la banda caminando sobre una cinta transportadora mientras una pantalla detrás de ellos proyectaba metraje en movimiento, creando la sensación de que estaban conduciendo o caminando. Para Bayer, «Boulevard of Broken Dreams» representaba «el estado de la unión», mientras que «Holiday» reflejaba «el viaje salvaje que los llevó hasta ese punto».
El cuarto sencillo, «Wake Me Up When September Ends», salió al mercado en junio de 2005. La canción tuvo un desempeño notable en la lista Billboard Hot 100, alcanzando el número seis. También llegó al número dos en Modern Rock Tracks, al cuarto en Pop 100, al doce en Mainstream Rock, al trece en Adult Contemporary y al cuatro en Hot Digital Songs. Además, tuvo apariciones en las listas Hot 100 Airplay, Pop 100 Airplay y Top 40 Mainstream. Su video fue protagonizado por los actores Jamie Bell y Evan Rachel Wood. Desde el principio, Bayer ideó hacer algo grande. En ese momento, sabiendo que la guerra en Irak estaba en la mente de todos, decidió incorporar el tema bélico, pero no quiso que ese fuera el mensaje central de la canción. Por eso, también incluyó una historia sobre el amor perdido. El video cuenta con una versión corta y otra de más de siete minutos. El último sencillo del disco, «Jesus of Suburbia», se lanzó a fines de 2005. Alcanzó el puesto número 27 en la lista Modern Rock Tracks de Billboard, lo que convirtió a Green Day en la tercera banda en lograr cinco sencillos de un mismo álbum en esa lista. Al igual que «Wake Me Up When September Ends», el video de «Jesus of Suburbia» fue lanzado en dos versiones. La primera, de nueve minutos, se estrenó en los Estados Unidos el 28 de noviembre en Fuse, mientras que una versión extendida de 14 minutos estuvo disponible en Music Choice. En él, el personaje principal, interpretado por Lou Taylor Pucci, vive su día de manera apática, pasando tiempo en su habitación, en un 7-Eleven local y en fiestas, en un entorno de decadencia. A lo largo del video, se transmite una sensación de aislamiento; aunque «Jesus of Suburbia» está rodeado de otras personas, es incapaz de conectarse realmente con nadie, ni siquiera con su novia.

## Gira y presentaciones en directo

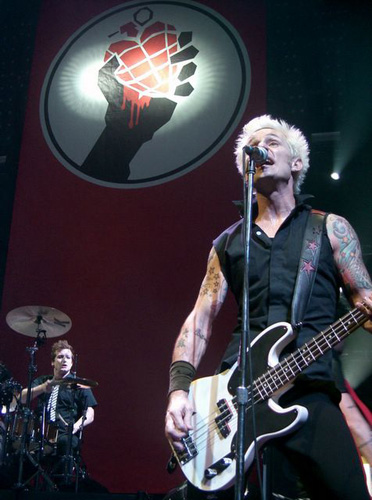
La banda siguió presentando American Idiot en su totalidad antes de que comenzara la gira.

La primera etapa de la gira American Idiot comenzó el 19 de octubre en Fort Worth, Texas. Antes de salir de gira, la banda filmó al mismo tiempo los videos de «Boulevard of Broken Dreams» y «Holiday». En el tour llevaron los colores rojo, blanco y negro en su vestimenta, adoptando los de la portada del disco. En los escenarios seguían la misma paleta, y en los shows más grandes, mostraban la mano y el corazón de la portada del álbum y el hombre electrocutado de Warning en grandes pancartas. A fines de noviembre, el grupo apareció en Jimmy Kimmel Live!, interpretando «American Idiot» y «Boulevard of Broken Dreams». El 1 de diciembre, grabaron una aparición para el programa Big In ’04 de VH1 en el Shrine Auditorium de Los Ángeles. El 3 y el 5 de diciembre realizaron dos shows en México. Luego regresaron a los Estados Unidos, donde tocaron nuevamente American Idiot en su totalidad en The Joint en Las Vegas. La banda se quedó en la ciudad para tocar en los Billboard Music Awards y luego regresaron a Los Ángeles para una aparición en The Tonight Show, seguida de una aparición en el show Almost Acoustic Xmas de KROQ. En la víspera de Año Nuevo estuvieron en Nueva York, donde aparecieron en el Iced Out New Year’s Eve de MTV e interpretaron «American Idiot» y «Longview».
 

El 3 de enero, regresaron a The Late Show e interpretaron «Boulevard of Broken Dreams» y dos días después grabaron un breve set en vivo para el canal de MTV. Luego, el 11 de enero, comenzó la primera gira del año en Berlín y los llevó por gran parte de Europa. A lo largo del camino, realizaron apariciones en televisión, incluyendo TV Total de Alemania el 13 de enero, interpretando «Boulevard of Broken Dreams», y Top of the Pops de Gran Bretaña el 6 de febrero, interpretando «American Idiot». El 9 de febrero, aparecieron en la ceremonia de los Premios Brit, que se celebró en el Centro de Exhibiciones Earls Court en Londres. La gira concluyó con una fecha en Glasgow, Escocia, el 10 de febrero. El 15 de ese mes el grupo apareció en Last Call With Carson Daly, e interpretaron «Jesus Of Suburbia»; nuevamente junto a otras canciones. El mismo día, el grupo grabó un set para VH1 Storytellers donde interpretaron el álbum en su totalidad. En marzo tocaron diez fechas en Japón y Australia. El 9 de abril, aparecieron en Saturday Night Live, donde la banda vistió de negro e interpretaron «Boulevard of Broken Dreams» y «Holiday». El 15 de abril, la banda comenzó otra etapa de su gira por los Estados Unidos que se extendió hasta mayo. En junio, iniciaron otra gira por Europa, que duró hasta julio. Los días 18 y 19 de junio tocaron dos conciertos con entradas agotadas frente a un total de 130 000 personas en el Milton Keynes National Bowl en Inglaterra. Ambos conciertos fueron filmados para el documental DVD/CD Bullet in a Bible, lanzado en noviembre de ese año. Luego tocaron un breve set en el concierto Live 8, con motivo de llamar la atención sobre la pobreza global y la crisis del sida, celebrado en la Columna de la Victoria de Berlín.

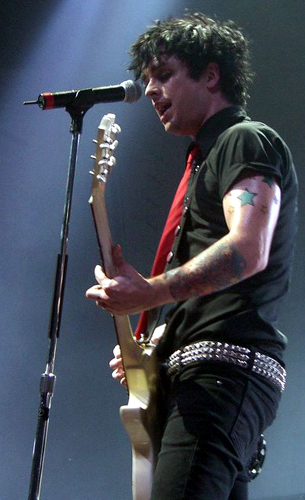
La banda siguió presentando American Idiot en su totalidad antes de que comenzara la primera etapa oficial.

En este punto de la gira, lo que empezó como una gira donde la banda encabezaba arenas con salas «al 60 al 75 por ciento de su capacidad» y en ocasiones abucheos de la multitud a las nuevas canciones políticas de Green Day, se convirtió en la banda siendo recibida constantemente por multitudes agotadas. El 10 de agosto, Green Day comenzó una gira por arenas en Chicago, y permanecieron en la carretera durante gran parte del resto de 2005. En los MTV Video Music Awards, celebrados en el American Airlines Arena de Miami el 29 de agosto, la banda tuvo el honor de abrir el show, interpretando «Boulevard of Broken Dreams» utilizando una variedad de efectos de flashpots, fuego y agua. El 8 de septiembre, también la interpretaron en el partido inaugural de la NFL en el Gillette Stadium en Foxborough, Massachusetts. La banda había tocado en el mismo lugar en un show propio el 3 de septiembre. En noviembre en los MTV Europe Music Awards la banda interpretó «Wake Me Up When September Ends». Luego, viajaron al Reino Unido, donde el 6 de noviembre interpretaron «Jesus of Suburbia» en su totalidad en el programa Top of the Pops, convirtiéndose en la canción más larga jamás interpretada en dicho show. De regreso en Estados Unidos, la banda interpretó «Wake Me Up When September Ends» en Late Night with Conan O'Brien el 11 de noviembre. También asistieron a la fiesta de lanzamiento en los Estados Unidos de Bullet In A Bible, que se celebró el día de su lanzamiento en los ArcLight Cinemas de Los Ángeles. El 6 de diciembre la banda se presentó en los Billboard Music Awards, celebrados en el Bally's Las Vegas de Las Vegas, tocando «Holiday», y aunque no se transmitió, también interpretaron «St. Jimmy». El 12 de noviembre grabaron un concierto para el canal fuse el en los estudios de Nueva York. La gira en apoyo a American Idiot, y el ciclo del álbum en su totalidad, concluyó con un par de shows en Australia en diciembre de 2005.  La revista Billboard también informó que la gira había recaudado $36.5 millones de dólares solo en 2005, siendo la décima gira con más recaudación del año.

## Reconocimientos
| Año  | Publicación          | País           | Reconocimiento                                             | Posición | Ref.    |
| ---- | -------------------- | -------------- | ---------------------------------------------------------- | -------- | ------- |
| 2007 | Entertainment Weekly | Estados Unidos | Nuevos clásicos: Los 100 mejores álbumes de 1983 a 2008    | 6        | [ 129 ] |
| 2007 | NARM                 | Estados Unidos | Los 200 álbumes definitivos de todos los tiempos           | 61       | [ 130 ] |
| 2009 | Kerrang!             | Reino Unido    | Los 100 mejores álbumes de rock de todos los yiempos       | 13       | [ 131 ] |
| 2009 | NPR                  | Estados Unidos | Las 50 grabaciones más Importantes de la década            | *        | [ 132 ] |
| 2009 | Rhapsody             | Estados Unidos | Los 100 mejores álbumes pop de la década                   | 6        | [ 133 ] |
| 2009 | Rolling Stone        | Estados Unidos | Los 100 mejores álbumes de la década                       | 22       | [ 134 ] |
| 2009 | Rolling Stone        | Estados Unidos | Los 500 mejores álbumes de la historia                     | 225      | [ 135 ] |
| 2009 | Popdose              | Estados Unidos | Los 100 mejores álbumes de la década                       | 1        | [ 136 ] |
| 2009 | Spinner              | Estados Unidos | Los mejores álbumes de la década de los 2000               | 14       | [ 137 ] |
| 2010 | NME                  | Reino Unido    | Los 100 mejores álbumes rock de la década                  | 60       | [ 138 ] |
| 2011 | IGN                  | Estados Unidos | Los 25 mejores álbumes de rock de la última década         | *        | [ 139 ] |
| 2014 | Kerrang!             | Estados Unidos | Top 100 nejores álbumes de los 2000's                      | 1        | [ 140 ] |
| 2014 | Robert Dimery        | Estados Unidos | 1001 discos que hay que escuchar antes de morir            | *        | [ 141 ] |
| 2018 | Loudwire             | Estados Unidos | Los 100 mejores álbumes de hard rock y metal del siglo XXI | 10       | [ 142 ] |
| 2020 | PopMatters           | Estados Unidos | Los 100 mejores álbumes de la década de los 2000           | 36       | [ 143 ] |
| 2023 | Stacker              | Estados Unidos | Los 100 mejores álbumes del siglo XXI                      | 38       | [ 144 ] |

## Premios y nominaciones
| Año  | Ceremonia de premiación         | Obra nominada                       | Categoría                                                    | Resultado | Ref.            |
| ---- | ------------------------------- | ----------------------------------- | ------------------------------------------------------------ | --------- | --------------- |
| 2004 | Spike Video Game Awards         | «American Idiot» en Madden NFL 2005 | Mejor canción en un videojuego                               | Ganador   | [ 145 ]         |
| 2005 | Premios Grammy                  | American Idiot                      | Álbum del año                                                | Nominado  | [ 146 ] [ 147 ] |
| 2005 | Premios Grammy                  | American Idiot                      | Mejor álbum de rock                                          | Ganador   | [ 146 ] [ 147 ] |
| 2005 | Premios Grammy                  | «American Idiot»                    | Grabación del año                                            | Nominado  | [ 146 ] [ 147 ] |
| 2005 | Premios Grammy                  | «American Idiot»                    | Mejor interpretación rock de un dúo o grupo con vocalista    | Nominado  | [ 146 ] [ 147 ] |
| 2005 | Premios Grammy                  | «American Idiot»                    | Mejor canción de rock                                        | Nominado  | [ 146 ] [ 147 ] |
| 2005 | Premios Grammy                  | «American Idiot»                    | Mejor vídeo musical                                          | Nominado  | [ 146 ] [ 147 ] |
| 2005 | TEC Awards                      | «American Idiot»                    | Mejor producción discográfica/sencillo o pista               | Ganador   | [ 148 ]         |
| 2005 | Q Awards                        | «Boulevard of Broken Dreams»        | Mejor video                                                  | Nominado  | [ 149 ] [ 150 ] |
| 2005 | Premios MTV Australia           | «Boulevard of Broken Dreams»        | Mejor video de rock                                          | Ganador   | [ 151 ]         |
| 2005 | Premios American Music          | American Idiot                      | Mejor álbum pop/rock                                         | Ganador   | [ 152 ]         |
| 2005 | Radio Music Awards              | «Holiday»                           | Canción del año/Alternative y Active Rock Radio              | Nominado  | [ 153 ]         |
| 2005 | Radio Music Awards              | «Boulevard of Broken Dreams»        | Canción del año/Mainstream Hit Radio                         | Ganador   | [ 153 ]         |
| 2005 | Radio Music Awards              | «Boulevard of Broken Dreams»        | Canción del año/Alternative y Active Rock Radio              | Ganador   | [ 153 ]         |
| 2005 | Radio Music Awards              | «Boulevard of Broken Dreams»        | Canción del año/Adult Hit Radio                              | Ganador   | [ 153 ]         |
| 2005 | Radio Music Awards              | «Boulevard of Broken Dreams»        | Canción del año/Rock Radio                                   | Ganador   | [ 153 ]         |
| 2005 | Billboard Music Awards          | American Idiot                      | Álbum del año                                                | Nominado  | [ 154 ] [ 155 ] |
| 2005 | Billboard Music Awards          | «Boulevard of Broken Dreams»        | Canción digital del año                                      | Nominado  | [ 154 ] [ 155 ] |
| 2005 | Billboard Music Awards          | «Boulevard of Broken Dreams»        | Canción de rock del año                                      | Ganador   | [ 154 ] [ 155 ] |
| 2005 | Premios Kerrang!                | «American Idiot»                    | Mejor sencillo                                               | Nominado  | [ 156 ]         |
| 2005 | Premios Kerrang!                | «Holiday»                           | Mejor video                                                  | Nominado  | [ 156 ]         |
| 2005 | NME Awards                      | «American Idiot»                    | Mejor video                                                  | Ganador   | [ 157 ] [ 158 ] |
| 2005 | NME Awards                      | American Idiot                      | Mejor álbum                                                  | Nominado  | [ 157 ] [ 158 ] |
| 2005 | Teen Choice Awards              | «Boulevard of Broken Dreams»        | Mejor canción de rock                                        | Ganador   | [ 159 ]         |
| 2005 | Teen Choice Awards              | «Boulevard of Broken Dreams»        | Mejor sencillo                                               | Nominado  | [ 159 ]         |
| 2005 | Teen Choice Awards              | American Idiot                      | Mejor álbum                                                  | Nominado  | [ 159 ]         |
| 2005 | MuchMusic Video Awards          | «American Idiot»                    | Mejor video de un grupo internacional                        | Nominado  | [ 160 ]         |
| 2005 | MuchMusic Video Awards          | «Boulevard of Broken Dreams»        | Mejor video de un grupo internacional                        | Nominado  | [ 160 ]         |
| 2005 | ASCAP Pop Music Awards          | «Boulevard of Broken Dreams»        | Canción del año                                              | Ganador   | [ 161 ]         |
| 2005 | MTV Video Music Awards          | «Boulevard of Broken Dreams»        | Video del año                                                | Ganador   | [ 162 ] [ 163 ] |
| 2005 | MTV Video Music Awards          | «Boulevard of Broken Dreams»        | Mejor video de grupo                                         | Ganador   | [ 162 ] [ 163 ] |
| 2005 | MTV Video Music Awards          | «Boulevard of Broken Dreams»        | Mejor video de rock                                          | Ganador   | [ 162 ] [ 163 ] |
| 2005 | MTV Video Music Awards          | «Boulevard of Broken Dreams»        | Mejor dirección                                              | Ganador   | [ 162 ] [ 163 ] |
| 2005 | MTV Video Music Awards          | «Boulevard of Broken Dreams»        | Mejor edición                                                | Ganador   | [ 162 ] [ 163 ] |
| 2005 | MTV Video Music Awards          | «Boulevard of Broken Dreams»        | Mejor cinematografía                                         | Ganador   | [ 162 ] [ 163 ] |
| 2005 | MTV Video Music Awards          | «American Idiot»                    | Mejor dirección de arte                                      | Nominado  | [ 162 ] [ 163 ] |
| 2005 | MTV Video Music Awards          | «American Idiot»                    | Elección de los espectadores                                 | Ganador   | [ 162 ] [ 163 ] |
| 2005 | Japan Gold Disc Awards          | American Idiot                      | Los 10 mejores álbumes internacionales de rock y pop del año | Ganador   | [ 164 ]         |
| 2005 | Premios Juno                    | American Idiot                      | Mejor álbum internacional del año                            | Ganador   | [ 165 ]         |
| 2005 | MTV Europe Music Awards         | American Idiot                      | Mejor álbum                                                  | Ganador   | [ 166 ]         |
| 2006 | Premios Brit                    | American Idiot                      | Mejor álbum internacional                                    | Ganador   | [ 167 ]         |
| 2006 | Premios Grammy                  | «Boulevard of Broken Dreams»        | Grabación del año                                            | Ganador   | [ 168 ]         |
| 2006 | Premios Kerrang!                | «Jesus of Suburbia»                 | Mejor video                                                  | Nominado  | [ 169 ]         |
| 2006 | Premios MTV Asia                | «Wake Me Up When September Ends»    | Video favorito                                               | Nominado  | [ 170 ]         |
| 2006 | Premios MTV Australia           | «Wake Me Up When September Ends»    | Video del año                                                | Nominado  | [ 171 ]         |
| 2006 | Premios MTV Australia           | «Wake Me Up When September Ends»    | Mejor video de rock                                          | Nominado  | [ 171 ]         |
| 2006 | MTV Pilipinas Music Awards      | «Wake Me Up When September Ends»    | Video internacional favorito                                 | Ganador   | [ 172 ]         |
| 2006 | MTV Video Music Awards          | «Wake Me Up When September Ends»    | Mejor video de rock                                          | Nominado  | [ 173 ]         |
| 2006 | MuchMusic Video Awards          | «Wake Me Up When September Ends»    | Mejor video de un grupo internacional                        | Ganador   | [ 174 ]         |
| 2006 | MuchMusic Video Awards          | «Wake Me Up When September Ends»    | Elección del público: Grupo Internacional Favorito           | Nominado  | [ 174 ]         |
| 2006 | MuchMusic Video Awards          | «Jesus of Suburbia»                 | Mejor video de un grupo internacional                        | Nominado  | [ 174 ]         |
| 2006 | Myx Music Awards                | «Wake Me Up When September Ends»    | Video internacional favorito                                 | Nominado  | [ 175 ]         |
| 2006 | Nickelodeon Kids' Choice Awards | «Wake Me Up When September Ends»    | Canción favorita                                             | Ganador   | [ 176 ]         |

## Lista de canciones
| American Idiot | |          |  |
| N.º            | Título | Duración |  |
| 1.             | «American Idiot» | 2:54     |  |
| 2.             | «Jesus of Suburbia I. "Jesus of Suburbia" II. "City of the Damned" III. "I Don't Care" IV. "Dearly Beloved" V. "Tales of Another Broken Home"»                                                               | 9:08     |  |
| 3.             | «Holiday» | 3:52     |  |
| 4.             | «Boulevard of Broken Dreams» | 4:20     |  |
| 5.             | «Are We the Waiting» | 2:42     |  |
| 6.             | «St. Jimmy» | 2:55     |  |
| 7.             | «Give Me Novacaine» | 3:25     |  |
| 8.             | «She's a Rebel» | 2:00     |  |
| 9.             | «Extraordinary Girl» | 3:33     |  |
| 10.            | «Letterbomb» | 4:06     |  |
| 11.            | «Wake Me Up When September Ends» | 4:45     |  |
| 12.            | «Homecoming I. "The Death of St. Jimmy" II. "East 12th St." III. "Nobody Likes You" (letra escrita por Mike Dirnt) IV. "Rock and Roll Girlfriend" (letra escrita por Tré Cool) V. "We're Coming Home Again"» | 9:18     |  |
| 13.            | «Whatsername» | 4:12     |  |
| 57:12          | |          |  |

| Kerrang! Does Green Day's American Idiot |                                                |          |  |
| N.º                                      | Título                                         | Duración |  |
| 1.                                       | «American Idiot» (5 Seconds of Summer)         | 3:02     |  |
| 2.                                       | «Jesus of Suburbia» (Rise to Remain)           | 9:12     |  |
| 3.                                       | «Holiday» (The Blackout)                       | 3:24     |  |
| 4.                                       | «Boulevard of Broken Dreams» (Neck Deep)       | 3:54     |  |
| 5.                                       | «Are We the Waiting» (You Me at Six)           | 2:42     |  |
| 6.                                       | «St. Jimmy» (Bowling for Soup)                 | 2:56     |  |
| 7.                                       | «Give Me Novacaine» (Escape the Fate)          | 3:32     |  |
| 8.                                       | «She's a Rebel» (Falling in Reverse)           | 2:20     |  |
| 9.                                       | «Extraordinary Girl» (Frank Iero)              | 4:35     |  |
| 10.                                      | «Letterbomb» (LostAlone)                       | 3:55     |  |
| 11.                                      | «Wake Me Up When September Ends» (The Defiled) | 4:25     |  |
| 12.                                      | «Homecoming» (Lonely the Brave)                | 8:58     |  |
| 13.                                      | «Whatsername» (New Politics)                   | 3:14     |  |
| 14.                                      | «Welcome to Paradise» (State Champs)           | 3:37     |  |
| 15.                                      | «Basket Case» (The Swellers)                   | 2:58     |  |
| 62:50                                    |                                                |          |  |

Edición de lujo 20.º aniversario.

| Disco 1 |                                  |          |  |
| N.º     | Título                           | Duración |  |
| 1.      | «American Idiot»                 | 2:54     |  |
| 2.      | «Jesus of Suburbia»              | 9:08     |  |
| 3.      | «Holiday»                        | 3:52     |  |
| 4.      | «Boulevard of Broken Dreams»     | 4:20     |  |
| 5.      | «Are We the Waiting»             | 2:43     |  |
| 6.      | «St. Jimmy»                      | 2:55     |  |
| 7.      | «Give Me Novacaine»              | 3:26     |  |
| 8.      | «She's a Rebel»                  | 2:00     |  |
| 9.      | «Extraordinary Girl»             | 3:33     |  |
| 10.     | «Letterbomb»                     | 4:06     |  |
| 11.     | «Wake Me Up When September Ends» | 4:45     |  |
| 12.     | «Homecoming»                     | 9:19     |  |
| 13.     | «Whatsername»                    | 4:12     |  |
| 57:12   |                                  |          |  |

| Disco 2 |                                                                                 |          |  |
| N.º     | Título                                                                          | Duración |  |
| 1.      | «American Idiot» (en vivo en Makuhari Messe, Tokio, Japón, 19/3/05)             |          |  |
| 2.      | «Jesus of Suburbia» (en vivo en Makuhari Messe, Tokio, Japón, 19/3/05)          |          |  |
| 3.      | «Holiday» (en vivo en Makuhari Messe, Tokio, Japón, 19/3/05)                    |          |  |
| 4.      | «Are We the Waiting» (en vivo en Makuhari Messe, Tokio, Japón, 19/3/05)         |          |  |
| 5.      | «St. Jimmy» (en vivo en Makuhari Messe, Tokio, Japón, 19/3/05)                  |          |  |
| 6.      | «Boulevard of Broken Dreams» (en vivo en Makuhari Messe, Tokio, Japón, 19/3/05) |          |  |
| 7.      | «Favorite Son»                                                                  | 2:06     |  |
| 8.      | «Shoplifter»                                                                    |          |  |
| 9.      | «Governator»                                                                    |          |  |
| 10.     | «Too Much Too Soon»                                                             |          |  |
| 11.     | «Are We the Waiting» (en vivo desde VH1 Storytellers)                           |          |  |
| 12.     | «St. Jimmy» (en vivo desde VH1 Storytellers)                                    |          |  |
| 13.     | «Give Me Novacaine» (en vivo desde VH1 Storytellers)                            |          |  |
| 14.     | «Homecoming» (en vivo desde VH1 Storytellers)                                   |          |  |

| Disco 3 |                                             |          |  |
| N.º     | Título                                      | Duración |  |
| 1.      | «American Idiot» (demo)                     |          |  |
| 2.      | «American Idiot» (demo versión alternativa) |          |  |
| 3.      | «Jesus of Suburbia» (demo)                  |          |  |
| 4.      | «Holiday/Blvd. of Broken Dreams» (demo)     | 8:23     |  |
| 5.      | «Are We We Are/St. Jimmy Opera» (demo)      |          |  |
| 6.      | «Novacaine» (demo)                          |          |  |
| 7.      | «She’s a Rebel» (demo)                      |          |  |
| 8.      | «Radio Baghdad» (demo)                      |          |  |
| 9.      | «Cluster Bomb» (demo)                       |          |  |
| 10.     | «Wake Me Up When September Ends» (demo)     |          |  |
| 11.     | «Homecoming (Nobody Likes You)» (demo)      |          |  |
| 12.     | «Everyone’s Breaking Down» (demo)           |          |  |
| 13.     | «Just Another Year» (demo)                  |          |  |
| 14.     | «Lowlife» (demo)                            |          |  |
| 15.     | «Whatsername» (demo)                        |          |  |

| Disco 4 |                                                                                       |          |  |
| N.º     | Título                                                                                | Duración |  |
| 1.      | «American Idiot» (en vivo en Irving Plaza, Nueva York, 21/9/04)                       |          |  |
| 2.      | «Jesus of Suburbia» (en vivo en Irving Plaza, Nueva York, 21/9/04)                    |          |  |
| 3.      | «Holiday» (en vivo en Irving Plaza, Nueva York, 21/9/04)                              |          |  |
| 4.      | «Boulevard of Broken Dreams» (en vivo en Irving Plaza, Nueva York, 21/9/04)           |          |  |
| 5.      | «Are We the Waiting» (en vivo en Irving Plaza, Nueva York, 21/9/04)                   |          |  |
| 6.      | «St. Jimmy» (en vivo en Irving Plaza, Nueva York, 21/9/04)                            |          |  |
| 7.      | «Give Me Novacaine» (en vivo en Irving Plaza, Nueva York, 21/9/04)                    |          |  |
| 8.      | «She's a Rebel» (en vivo en Irving Plaza, Nueva York, 21/9/04)                        |          |  |
| 9.      | «Extraordinary Girl» (en vivo en Irving Plaza, Nueva York, 21/9/04)                   |          |  |
| 10.     | «Letterbomb» (en vivo en Irving Plaza, Nueva York, 21/9/04)                           |          |  |
| 11.     | «Wake Me Up When September Ends» (en vivo en Irving Plaza, Nueva York, 21/9/04)       |          |  |
| 12.     | «Homecoming» (en vivo en Irving Plaza, Nueva York, 21/9/04)                           |          |  |
| 13.     | «Whatsername» (en vivo en Irving Plaza, Nueva York, 21/9/04)                          |          |  |
| 14.     | «Minority» (en vivo en Irving Plaza, Nueva York, 21/9/04)                             | 6:44     |  |
| 15.     | «We Are the Champions» (en vivo en Irving Plaza, Nueva York, 21/9/04; cover de Queen) |          |  |

## Listas musicales
| País (Lista 2004-2006)                 | Posición más alta |
| -------------------------------------- | ----------------- |
| Alemania (Listas de GfK Entertainment) | 3                 |
| Argentina (CAPIF)                      | 3                 |
| Australia (ARIA)                       | 1                 |
| Austria (IFPI)                         | 1                 |
| Bélgica (Ultratop 200 Flandes)         | 6                 |
| Bélgica (Ultratop 200 Valonia)         | 8                 |
| Canadá (Canadian Albums Chart)         | 1                 |
| Croacia (HDU)                          | 18                |
| Dinamarca (IFPI Dinamarca)             | 4                 |
| Escocia (OCC)                          | 1                 |
| España (Promusicae)                    | 14                |
| Estados Unidos (Billboard 200)         | 1                 |
| Estados Unidos (Top Rock Albums)       | 5                 |
| Estados Unidos (Top Tastemaker Albums) | 9                 |
| Europa (European Top 100 Albums)       | 1                 |
| Finlandia (Suomen virallinen lista)    | 2                 |
| Francia (SNEP)                         | 4                 |
| Grecia (IFPI Grecia)                   | 2                 |
| Hungría (Mahasz)                       | 15                |
| Irlanda (IRMA)                         | 1                 |
| Italia (FIMI)                          | 5                 |
| México (Top 100 México)                | 7                 |
| Noruega (VG-lista)                     | 1                 |
| Nueva Zelanda (Recorded Music NZ)      | 2                 |
| Países Bajos (Dutch Charts)            | 4                 |
| Polonia (Listas musicales de Polonia)  | 24                |
| Portugal (AFP)                         | 15                |
| Reino Unido (Official Albums Chart)    | 1                 |
| Reino Unido (UK Rock & Metal Albums)   | 1                 |
| Suecia (Sverigetopplistan)             | 1                 |
| Suiza (Schweizer Hitparade)            | 1                 |
| Uruguay (CUD)                          | 7                 |

| País (Lista 2016)                   | Posición más alta |
| ----------------------------------- | ----------------- |
| Estados Unidos (Top Catalog Albums) | 1                 |

| País (Lista 2017)                       | Posición más alta |
| --------------------------------------- | ----------------- |
| Estados Unidos (Top Alternative Albums) | 20                |

| País (Lista 2004)                      | Posición más alta |
| -------------------------------------- | ----------------- |
| Alemania (Listas de GfK Entertainment) | 91                |
| Australia (ARIA)                       | 25                |
| Austria (IFPI)                         | 58                |
| Dinamarca (IFPI Dinamarca)             | 81                |
| Estados Unidos (Billboard 200)         | 86                |
| Italia (FIMI)                          | 62                |
| Japón (Oricon)                         | 53                |
| Mundial (IFPI)                         | 11                |
| Nueva Zelanda (Recorded Music NZ)      | 22                |
| Reino Unido (Official Albums Chart)    | 18                |
| Suecia (Sverigetopplistan)             | 70                |
| Suecia (Albums & Compilations)         | 70                |
| Suiza (Schweizer Hitparade)            | 52                |

| País (Lista 2005)                      | Posición más alta |
| -------------------------------------- | ----------------- |
| Alemania (Listas de GfK Entertainment) | 3                 |
| Argentina (CAPIF)                      | 8                 |
| Australia (ARIA)                       | 6                 |
| Austria (IFPI)                         | 1                 |
| Bélgica (Ultratop 200 Flandes)         | 19                |
| Bélgica (Ultratop 200 Valonia)         | 22                |
| Dinamarca (IFPI Dinamarca)             | 20                |
| Estados Unidos (Billboard 200)         | 3                 |
| Europa (European Top 100 Albums)       | 1                 |
| Finlandia (Suomen virallinen lista)    | 16                |
| Francia (SNEP)                         | 18                |
| Hungría (Mahasz)                       | 51                |
| Irlanda (IRMA)                         | 10                |
| Italia (FIMI)                          | 13                |
| Japón (Oricon)                         | 91                |
| México (Top 100 México)                | 13                |
| Mundial (IFPI)                         | 5                 |
| Nueva Zelanda (Recorded Music NZ)      | 12                |
| Países Bajos (Dutch Charts)            | 30                |
| Reino Unido (Official Albums Chart)    | 16                |
| Suecia (Sverigetopplistan)             | 8                 |
| Suecia (Albums & Compilations)         | 9                 |
| Suiza (Schweizer Hitparade)            | 3                 |

| País (Lista 2006)                                | Posición más alta |
| ------------------------------------------------ | ----------------- |
| Australia (ARIA)                                 | 88                |
| Austria (IFPI)                                   | 44                |
| Bélgica (Ultratop 200 Flandes - Midprice Albums) | 9                 |
| Bélgica (Ultratop 200 Valonia - Midprice Albums) | 18                |
| Estados Unidos (Billboard 200)                   | 56                |
| Europa (European Top 100 Albums)                 | 71                |
| Grecia (IFPI Grecia)                             | 48                |
| Reino Unido (Official Albums Chart)              | 79                |

| País (Lista 2007)                                | Posición más alta |
| ------------------------------------------------ | ----------------- |
| Bélgica (Ultratop 200 Valonia - Midprice Albums) | 31                |
| Reino Unido (Official Albums Chart)              | 225               |

| País (Lista 2015)                   | Posición más alta |
| ----------------------------------- | ----------------- |
| Estados Unidos (Top Catalog Albums) | 37                |

| País (Lista 2016)                   | Posición más alta |
| ----------------------------------- | ----------------- |
| Estados Unidos (Top Catalog Albums) | 24                |

| País (Lista 2017)                | Posición más alta |
| -------------------------------- | ----------------- |
| Estados Unidos (Top Rock Albums) | 98                |

| País (Lista 2000-09)                | Posición más alta |
| ----------------------------------- | ----------------- |
| Australia (ARIA)                    | 22                |
| Estados Unidos (Billboard 200)      | 30                |
| Reino Unido (Official Albums Chart) | 27                |

| País (Lista 2010-19)       | Posición más alta |
| -------------------------- | ----------------- |
| Reino Unido (Vinyl Albums) | 57                |

### Sucesión en listas
| Predecesor: The Sound of White de Missy Higgins                            | Australia 27 de septiembre de 2004 — 11 de octubre de 2004                                             | Sucesor: The Chronicles of Life and Death de Good Charlotte                  |
| Predecesor: Deine Hilfe Wird Gebraucht de Austria for Asia                 | Austria 16 de febrero de 2005 — 2 de marzo de 2005                                                     | Sucesor: Genius Loves Company de Ray Charles                                 |
| Predecesores: Suit de Nelly Encore de Eminem                               | Canadá 9 de octubre de 2004 — 16 de octubre de 2004 22 de enero de 2005 — 5 de febrero de 2005         | Sucesores: Hilary Duff de Hilary Duff The Documentary de The Game            |
| Predecesores: Suit de Nelly Encore de Eminem                               | Estados Unidos 9 de octubre de 2004 — 16 de octubre de 2004 22 de enero de 2005 — 5 de febrero de 2005 | Sucesores: Feels Like Today de Rascal Flatts The Documentary de The Game     |
| Predecesor: How to Dismantle an Atomic Bomb de U2                          | Irlanda 6 de enero de 2005 — 20 de enero de 2005                                                       | Sucesor: Hot Fuss de The Killers                                             |
| Predecesor: Collision Course de Linkin Park y Jay-Z                        | Noruega 11 de enero de 2005 — 1 de febrero de 2005                                                     | Sucesor: Get Lifted de John Legend                                           |
| Predecesores: Out of Nothing de Embrace Greatest Hits de Robbie Williams   | Reino Unido 26 de septiembre de 2004 — 3 de octubre de 2004 2 de enero de 2005 — 9 de enero de 2005    | Sucesores: Mind Body & Soul de Joss Stone Scissor Sisters de Scissor Sisters |
| Predecesores: The Art de State of the Dark Smithereens de Elin Sigvardsson | Suecia 13 de enero de 2005 — 3 de febrero de 2005 17 de febrero de 2005 — 24 de febrero de 2005        | Sucesores: 13 våningar upp de Wilmer X The Anthem de Darin                   |
| Predecesores: Greatest Hits de Robbie Williams Pirates of Dance de DJ bobo | Suiza 30 de enero de 2005 — 6 de febrero de 2005 27 de febrero de 2005 — 13 de marzo de 2005           | Sucesores: Naked de Lovebugs Rebirth de Jennifer Lopez                       |
| Predecesor: Greatest Hits de Robbie Williams                               | Europa 5 de febrero de 2005 — 19 de marzo de 2005                                                      | Sucesor: Rebirth de Jennifer Lopez                                           |

## Certificaciones y ventas
| País           | Organismo certificador | Certificación | Unidades certificadas / Ventas estimadas | Ref.            |
| -------------- | ---------------------- | ------------- | ---------------------------------------- | --------------- |
| Alemania       | BVMI                   | 4× Platino    | 800 000                                  | [ 75 ]          |
| Argentina      | CAPIF                  | 2× Platino    | 80 000                                   | [ 108 ]         |
| Australia      | ARIA                   | 6× Platino    | 420 000                                  | [ 117 ]         |
| Austria        | IFPI Austria           | 2× Platino    | 60 000                                   | [ 76 ]          |
| Bélgica        | IFPI Bélgica           | Platino       | 50 000                                   | [ 261 ]         |
| Brasil         | PMB                    | Oro           | 93 627                                   | [ 112 ] [ 262 ] |
| Canadá         | Music Canada           | Diamante      | 1 000 000                                | [ 103 ]         |
| Dinamarca      | IFPI Dinamarca         | 5× Platino    | 100 000                                  | [ 263 ]         |
| España         | PROMUSICAE             | Oro           | 50 000                                   | [ 264 ]         |
| Estados Unidos | RIAA                   | 6× Platino    | 6 200 000                                | [ 46 ] [ 265 ]  |
| Finlandia      | Musiikkituottajat      | Oro           | 23 133                                   | [ 266 ]         |
| Francia        | SNEP                   | Platino       | 300 000                                  | [ 84 ]          |
| Grecia         | IFPI Grecia            | Platino       | 20 000                                   | [ 90 ]          |
| Hungría        | Mahasz                 | Oro           | 10 000                                   | [ 267 ]         |
| Irlanda        | IRMA                   | 8× Platino    | 120 000                                  | [ 74 ]          |
| Israel         |                        |               | 20 000                                   | [ 268 ]         |
| Italia         | FIMI                   | 2× Platino    | 250 000 (2004-2005) 100 000 (desde 2009) | [ 80 ] [ 82 ]   |
| Japón          | RIAJ                   | 2× Platino    | 500 000                                  | [ 121 ]         |
| México         | AMPROFON               | Platino       | 100 000                                  | [ 110 ]         |
| Noruega        |                        | Oro           | 26 000                                   | [ 269 ]         |
| Nueva Zelanda  | Recorded Music NZ      | 6× Platino    | 90 000                                   | [ 270 ]         |
| Países Bajos   | NVPI                   | Oro           | 40 000                                   | [ 271 ]         |
| Portugal       | AFP                    | Oro           | 20 000                                   | [ 272 ]         |
| Reino Unido    | BPI                    | 8× Platino    | 2 400 000                                | [ 273 ]         |
| Suecia         | IFPI Suecia            | Platino       | 60 000                                   | [ 88 ]          |
| Suiza          | IFPI Suiza             | 2× Platino    | 80 000                                   | [ 78 ]          |
| Sumario        |                        |               |                                          |                 |
| Europa         |                        |               | 4 000 000                                | [ 274 ]         |
| Mundo          |                        |               | 23 000 000                               | [ 40 ]          |

## Créditos
- Grabación en Ocean Way Recording (Hollywood, California), Capitol Studios (Hollywood, California) y Studio 880 (Oakland, California).
- Mezcla en Image Recording Studios (Hollywood, California).
- Masterización en Sterling Sound (Nueva York).

| Green Day - Billie Joe Armstrong: voz principal, guitarra y composición - Mike Dirnt: bajo, composición, coros y voz principal en «Nobody Likes You» («Homecoming») - Tré Cool: batería, percusión, composición, coros y voz principal en «Rock and Roll Girlfriend» («Homecoming») Músicos adicionales - Rob Cavallo: piano - Jason Freese: saxofón - Kathleen Hanna: voz en «Letterbomb» Diseño - Marina Chavez: fotografía - Chris Bilheimer: dirección artística y diseño Personal - Monika Clinger: A&R - John Roecker: administrador - Cheryl Jenets: coordinadora del proyecto - Pat Magnarella: gestión | Producción - Rob Cavallo: productor - Doug McKean: ingeniero de sonido - Chris Dugan: ingeniero adicional de grabación - Reto Peter: ingeniero adicional de grabación - Dmitar «Dim-e» Krnjaic: ingeniero asistente de mezcla - Brian «Dr. Vibb» Vibberts: ingeniero asistente en Capitol Studios - Greg "Stimie" Burns: ingeniero asistente en Capitol Studios - Jimmy Hoyson: ingeniero asistente en Studios 880 - Joe Brown: ingeniero asistente en Studios 880 - Chris Dugan, Reto Peter: ingeniería adicional - Chris Lord-Alge: mezcla - Ted Jensen: masterización - Bill Schneider: técnico en guitarra - Kenny Butler: técnico en batería - Mike Fasano: técnico en batería - Nigel Lundemo: edición adicional en Pro Tools |

Créditos adaptados del libreto de American Idiot.